# Gerhard Frey
Pour les articles homonymes, voir Gerhard Frey (homme politique) et Frey.
Gerhard Frey (né le 1er juin 1944 à Erlangen, Allemagne) est un mathématicien allemand. Il est connu pour ses travaux en théorie des nombres. La courbe elliptique qu’il imagina en 1984, puis l’étude fructueuse qu’y consacra Ken Ribet, décidèrent Andrew Wiles, en 1986, à s’atteler sérieusement à la recherche d'une démonstration du dernier théorème de Fermat.

## Biographie
Frey a étudié les mathématiques et la physique à l'université de Tübingen, dont il sort diplômé en 1967. Il poursuit ses études supérieures à l'université de Heidelberg où il obtient son doctorat en 1970, et son habilitation universitaire en 1973.
Il est professeur assistant à l'université de Heidelberg de 1969 à 1973, professeur à l'université Friedrich-Alexander d'Erlangen-Nuremberg de 1973 à 1975, et à l'université de la Sarre de 1975 à 1990. Il a été titulaire jusqu'en 2009 d'une chaire de théorie des nombres à l'Institut de mathématiques expérimentales de l'université de Duisbourg et Essen (campus Essen).
(...)

## Contributions
En 1984, Frey conjectura qu'un contre-exemple
{\displaystyle A^{n}+B^{n}=C^{n}}
du dernier théorème de Fermat donnerait une courbe elliptique semi-stable (courbe de Frey) aux propriétés étranges
{\displaystyle y^{2}=x(x+A^{n})(x-B^{n})}
ce qui contredirait la conjecture de Shimura-Taniyama-Weil – qui n’était pas encore démontrée à l’époque.
Dix-huit mois plus tard, en 1986, l'Américain Kenneth Ribet réussit à démontrer une grande partie de la conjecture epsilon de Jean-Pierre Serre, dont une des conséquences est que la courbe de Frey-Hellegouarch n'est pas paramétrable par des fonctions modulaires.

Il ne restait plus qu'à démontrer la conjecture de Shimura-Taniyama-Weil : « Toute courbe elliptique est paramétrable par des fonctions modulaires », ce que réussira en 1995 Andrew Wiles, aidé sur la fin de Nick Katz puis de Richard Taylor.